# Jat
 Ovo je glavno značenje pojma Jat. Za narod iz skupine Urdu pogledajte Jat (narod).
Jat (stsl. ĕtъ) je naziv za slovo u glagoljici i staroj ćirilici kojim se označava istoimeni glas koji je nekada postojao u slavenskim jezicima, pa i u hrvatskom. U latiničkoj transliteraciji bilježi se kao ĕ.
Točan izgovor tog slova nije poznat, a u različitim slavenskim jezicima, kao i u hrvatskim govorima je (najčešće u srednjem vijeku) prešao u druge glasove, najčešće /je/, /i/, /ie/, /e/, ali ponekad i /a/. Ta pojava se naziva »odraz jata«. Po tome se slavenski jezici mogu podijeliti na različite skupine, kao i hrvatski govori. Sam naziv jat odražava promjenu tog glasa u /a/.
Slovo nije imalo brojevnu vrijednost. Porijeklo simbola nije razjašnjeno.
Standard Unicode i HTML ovako predstavljaju glagoljičko slovo jat:
|                  | Unikod | Unikod                         | HTML     | HTML | izgled ovisi o pregledniku | poveznice (engl.)                |
| k. točka         | naziv  | kod                            | entitet  |      | izgled ovisi o pregledniku | poveznice (engl.)                |
| ---------------- | ------ | ------------------------------ | -------- | ---- | -------------------------- | -------------------------------- |
| veliko slovo jat | U+2C21 | GLAGOLITIC CAPITAL LETTER YATI | &#x2C21; | nema | Ⱑ                          | detaljni podaci test preglednika |
| malo slovo jat   | U+2C51 | GLAGOLITIC SMALL LETTER YATI   | &#x2C51; | nema | ⱑ                          | detaljni podaci test preglednika |

## Vanjske poveznice
- Definicija glagoljice u standardu Unicode (PDF) (eng.)
- Stranica R. M. Cleminsona, s koje se može instalirati font Dilyana koji sadrži glagoljicu po standardu Unicode (eng.)